# Ширяев, Валерий Геннадьевич
Валерий Геннадьевич Ширяев (род. 1959, Киев) — российский журналист и военный эксперт, заместитель директора «Новой газеты».

## Биография
Родился в 1959 году в Киеве. Окончил 529-ю школу в Москве.
В 1977—1979 годах проходил срочную службу в Ракетных войсках стратегического назначения СССР.
В 1979 году поступил в Институт стран Азии и Африки при Московском государственном университете (МГУ). Обучался персидскому языку и дари, прошёл дополнительную подготовку по специальности «военный переводчик».
В 1985 году был отправлен на Афганскую войну работать переводчиком при полковнике В. Е. Никоненко, военном советнике 76-го полка 8-й пехотной дивизии Вооружённых сил Демократической республики Афганистан, был ранен. Воинское звание — майор.
В 1987 году прошёл стажировку на кафедре истории стран Ближнего и Среднего Востока МГУ.
Работал в Федеральной службе контрразведки (ныне Федеральная служба безопасности) и в службе безопасности Финист-банка.
По утверждению главного военного прокурора Михаила Кислицына, являлся сотрудником службы безопасности медиахолдинга «Медиа-Мост», по собственным словам — не работал там или занимался анализом открытой печати.
С 2000 или 2001 года работает в «Новой газете», является заместителем директора, военным экспертом, аналитиком и обозревателем.
Публиковался также в «Московской правде», «Московском комсомольце», «Труде», «Российской газете», «Комсомольской правде» и «Новых известиях».

## Награды
- Орден Красной Звезды[1].
- Орден «Звезда» (Демократическая Республика Афганистан)[1].